# أندريوس سكيرلا
اندريوس سكيرلا (29 أبريل 1977 ليتوانيا - ) هو لاعب كرة قدم ليتواني، يلعب كمدافع.

## وصلات خارجية
أندريوس سكيرلا على موقع الاتحاد الدولي (مؤرشف)  (الإنجليزية)
- أندريوس سكيرلا على موقع الاتحاد الأوربي (الإنجليزية)
- أندريوس سكيرلا على موقع قاعدة بيانات كرة القدم.إي يو (الإنجليزية)
- أندريوس سكيرلا على موقع ناشيونال فوتبول تيمز (الإنجليزية)
- أندريوس سكيرلا على موقع Soccerbase.com (لاعب) (الإنجليزية)
- أندريوس سكيرلا على موقع عالم كرة القدم.نت (الإنجليزية)